# Heteralonia zonata
Heteralonia zonata är en tvåvingeart som först beskrevs av Hesse 1936.  Heteralonia zonata ingår i släktet Heteralonia och familjen svävflugor. Inga underarter finns listade i Catalogue of Life.